# Legambiente
Legambiente és una associació ecologista italiana amb arrels en el moviment antinuclear que es va desenvolupar a Itàlia i al món occidental a la segona meitat dels anys 1970. Fundada el 1980 com a part de l'Associazione Ricreativa e Culturale Italiana (ARCI), després es va convertir en una organització autònoma. Coneguda originàriament com a Lega per l'Ambiente, va canviar de nom durant el IV Congrés Nacional celebrat a Parma l'any 1992. El propòsit de l'organització és fer de la consciència ecològica el centre d'un nou tipus de desenvolupament i benestar social per mitjà de la millora de la qualitat ambiental, la lluita contra totes les formes de contaminació, l'ús racional dels recursos naturals i la construcció d'una relació més equilibrada entre l'ésser humà i la natura. Es considera l'organització ecologista amb més implantació a Itàlia, ja que està formada per una seu nacional a Roma, vint delegacions regionals, uns 1.000 grups locals i més de 115.000 membres.

## Història
L'activitat de Legambiente es basa en la idea d'«ambientalisme científic», és a dir, que tota campanya o proposta de protecció del medi ambient es desenvolupa a partir d'una revisió preliminar de dades científiques.
Al llarg dels seus anys d'activisme, Legambiente ha organitzat nombroses campanyes de vigilància i sensibilització ambiental i activitats de voluntariat sobre la qualitat de l'aire, la contaminació del mar i les deixalles marines. Ha lluitat contra la construcció il·legal i ha denunciat l'abocament il·legal de residus i l'acció de l'«ecomàfia», amb un informe anual sobre delictes mediambientals relacionats amb l'activitat de les organitzacions criminals. L'associació promou l'ús de les energies renovables, l'eficiència energètica, l'economia verda i circular, la preservació dels espais naturals protegits i la lluita contra la gestió il·legal de residus. Anualment realitza una anàlisi acurada de la situació del medi ambient a Itàlia amb l'informe «Ambiente Italia». Va ser també un dels actors impulsors dels referèndums de 1987 i 2011 contra l'energia nuclear. L'associació publica mensualment la revista La Nuova Ecologia.

### El desastre de Txernòbil i la mobilització contra l'energia nuclear

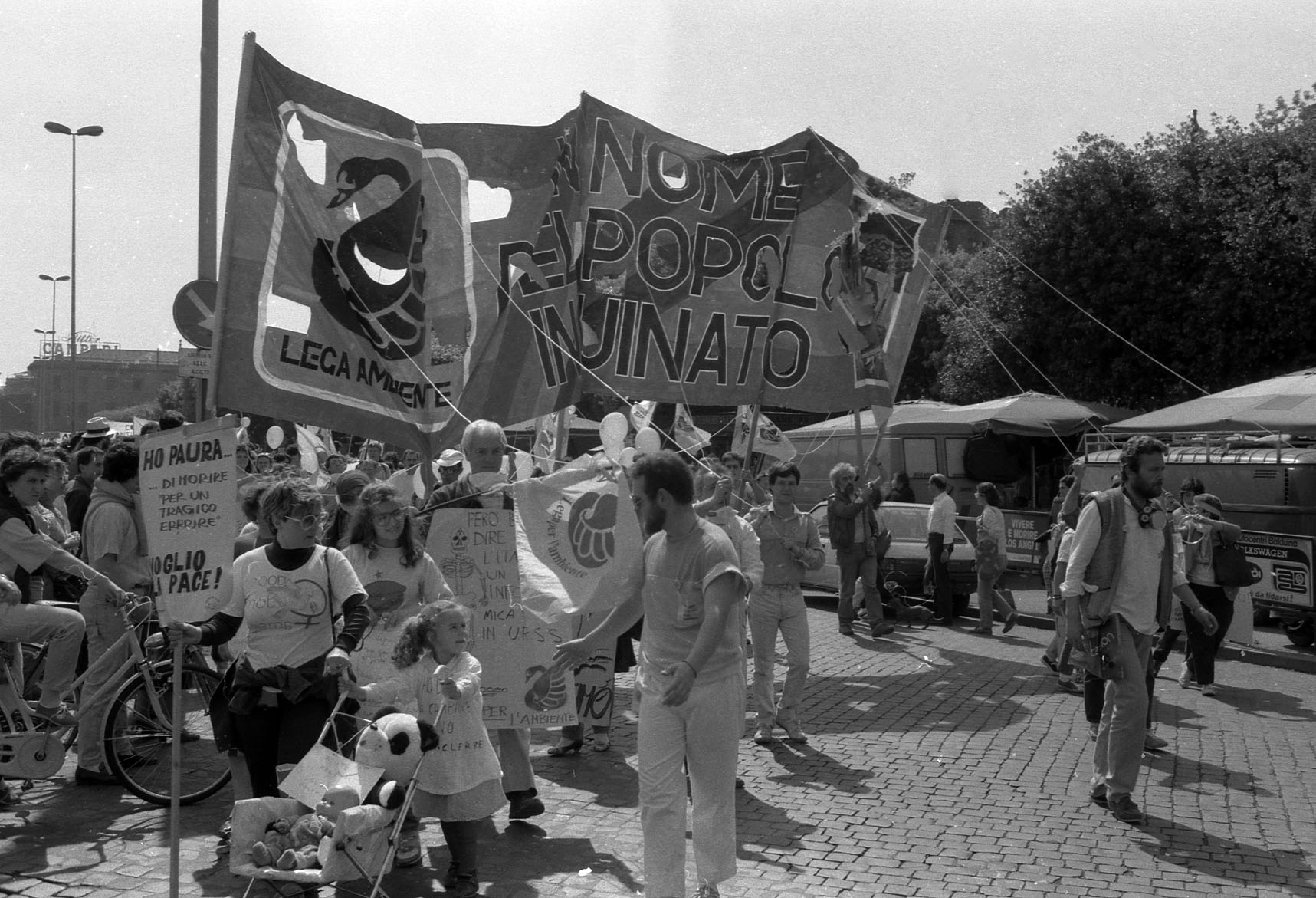
Manifestació antinuclear a Roma el 10 de maig de 1986

El 26 d'abril de 1986, un accident a la central nuclear de Txernòbil, a Ucraïna, va alliberar un núvol radioactiu a la meitat d'Europa. A Itàlia, les primeres reaccions de les autoritats van tendir a minimitzar l'impacte de l'accident. La revista La Nuova Ecologia i la Lega per l'Ambiente, a principis de maig, van demostrar durant una roda de premsa les dades sobre els nivells de radiació detectats al país. En els dies següents, les autoritats van prohibir el consum d'alguns aliments com la llet i l'enciam. El 10 de maig, a Roma, una gran manifestació popular a la qual van assisteir més de 200.000 persones va marcar el primer pas cap a un referèndum que l'any següent va posar fi a l'ús de l'energia nuclear a Itàlia.
L'aixecament contra l'energia nuclear va representar un punt d'inflexió en la història de l'ecologisme a Itàlia: més d'un milió de persones van signar per a demanar el referèndum, la Lega per l'Ambiente i WWF van doblar els seus membres, i les eleccions legislatives de 1987 la Federazione delle Liste Verdi va aconseguir gairebé un milió de vots. Legambiente també va ser un dels promotors de la comissió del referèndum contra l'energia nuclear, la coalició «Vota Sí per aturar la nuclear», formada per més de 60 associacions, que va impulsar la mobilització pel referèndum dels dies 12 i 13 de juny de 2011 arran de l'accident nuclear de Fukushima I. Referèndum que va confirmar, 25 anys després de Txernòbil, l'oposició de la ciutadania italiana a l'energia nuclear.

### Goletta Verde

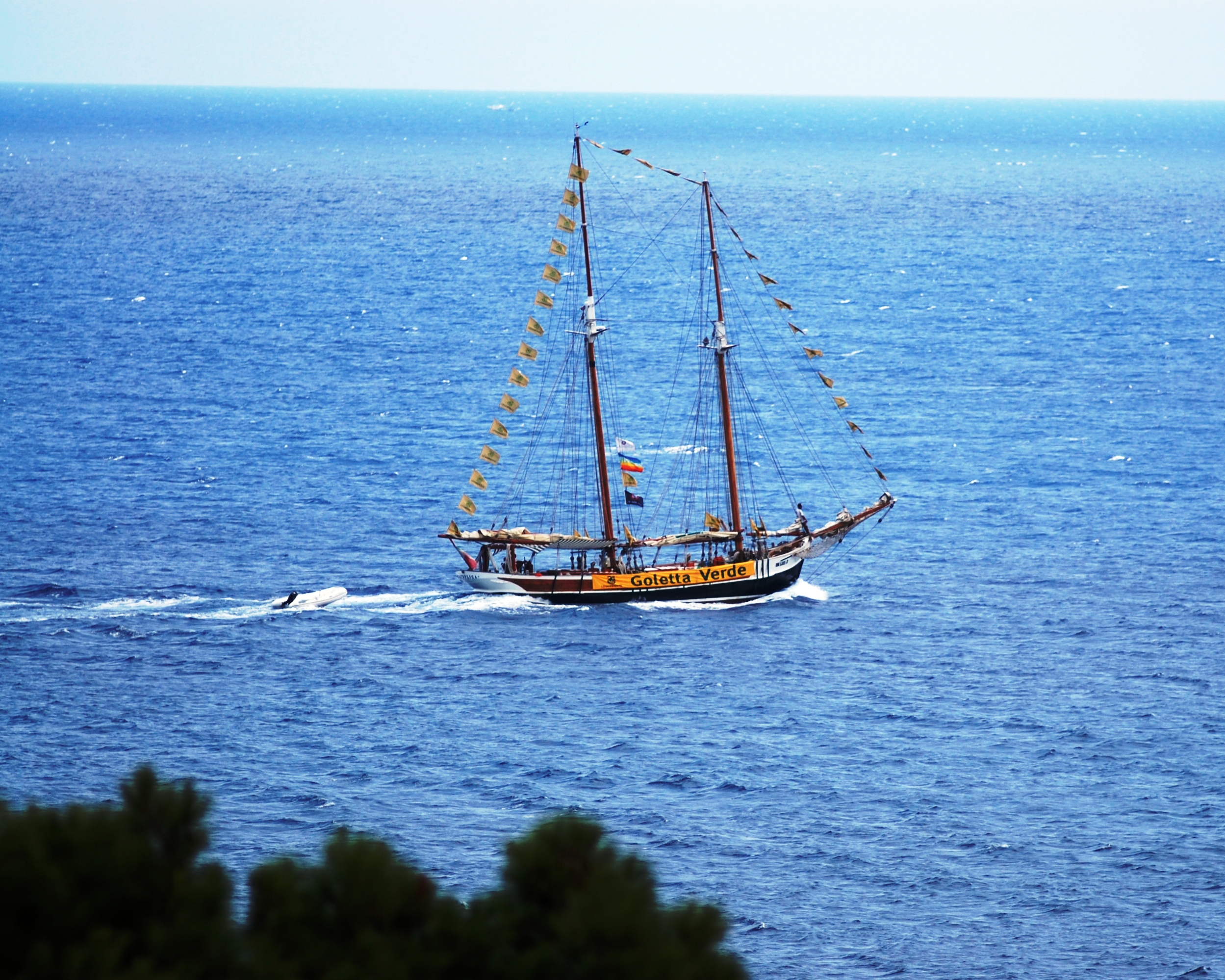
La Goletta Verde al golf de Palermo

També l'any 1986, per primera vegada la Goletta Verde va fer un viatge de Sanremo a Trieste pels 4.000 quilòmetres de la costa italiana per a comprovar la salut del mar. La campanya, organitzada juntament amb la revista L'Espresso, va ser el primer estudi sobre la contaminació marina en un moment en què les autoritats de control no podien donar una visió general de l'estat del mar. A cada lloc on es va aturar el vaixell (en la primera edició van ser 45), es van fer rodes de premsa per a tractar sobre l'estat de salut del mar.
En els anys següents, com a conseqüència de l'estímul que va representar la campanya mediambiental, els controls públics es van millorar de manera progressiva, de manera que la campanya de la Goletta Verde canvia, passant d'una actuació de control de l'estat del mar (que també es manté) a un conjunt d'iniciatives com la promoció d'activitats de denúncia d'edificacions il·legals i de la gestió il·legal de residus a les platges. Entre aquestes activitats, la més coneguda és la campanya per a enderrocar dos hotels que s'havien construït il·legalment, l'Hotel Fuenti de Vietri sul Mare i el Saracinesca de Punta Perotti a Bari.

### Ecomàfia
La paraula «ecomàfia» va aparèixer per primera vegada l'any 1994 en el primer informe escrit per Legambiente amb l'ajuda de l'institut de recerca Eurispes i els carabinieri arran del tema de gestió de residus a Nàpols. Aleshores era un neologisme que, anys més tard, el diccionari italià Lo Zingarelli va certificar-ne la utilitat. Van començar a recollir i sistematitzar informació i dades sobre delictes mediambientals. Fet que va donar lloc a l'Informe «Ecomafia», una feina que en pocs anys s'ha convertit en un referent en el seu camp.

### Mal'Aria
Mal'Aria (que vol dir «mal aire», un joc de paraules sobre la malaltia de la malària) és una de les campanyes històriques de Legambiente. Cada any, durant els mesos de gener i febrer, es duen a terme iniciatives per a potenciar el transport públic a costa del transport privat, principal causa de la mala qualitat de l'aire a les ciutats, sobretot a causa de la notòria pols fina (PM 10). Un dels aspectes més característics de la iniciativa és l'exposició de simples llençols blancs que s'exposen a l'aire lliure des de finestres i balcons, sobretot en zones «sensibles», nuclis urbans, zones industrials i escoles. Al cap d'un mes, l'ennegriment de l llençol és alhora un indicador clar i barat per a demostrar la mala qualitat de l'aire que respirem.